# قدور الورطاسي
قدور بن علي الورطاسي الحسني.
ولد في قرية وادي ورطاس بالقرب من مدينة بركان في 1912. وتوفي بالرباط في 1994 م.
حفظ القرآن الكريم وبعض المتون، ثم التحق بمعهد وجدة لدراسة العلوم الدينية واللغوية، ومنه انتقل إلى مدينة فاس ملتحقًا بـجامعة القرويين .
مارس خطة العدول الشرعيين في وجدة، وعمل مراسلاً لـجريدة العلم التي كانت تصدر عن حزب الاستقلال ، وفي بعض الأحيان كان يعمل بالتجارة، وقد عُيّن قائدًا في مدينة أبركان عند حصول المغرب على استقلاله (1956)، ثم ألحق بوزارة الأوقاف والشؤون الإسلامية، وعُيّن عضوًا بديوان الوزير بالرباط، كما أنه تولى وظيفة نائب مدير الشؤون الدينية حتى تقاعده.
كان عضوًا بارزًا في حزب الاستقلال ، وكان ممثلاً للحزب وكاتبًا له بأبركان، ومفتشًا عنه بمدينة مراكش. كما أنه كان عضو اللجنة العليا لشؤون البادية وعضو اللجنة المركزية. وكان يعد برنامجًا إذاعيًا بعنوان «جمعية الإسلام». اشترك في تأسيس مدرسة النهضة (1946) بمدينة أبركان (أول مدرسة عربية في ظل الاستعمار الفرنسي).

## من مؤلفاته
- له سيرة ذاتية في ثلاثة أجزاء (ذكريات الدراسة في فاس - أربع سنوات مع جبهة التحرير الجزائرية - غروب الاستعمار)،
وله مؤلفات في الفقه والتاريخ المحلي والوطني منها:
- «فقة المناسك على مذهب الإمام مالك»، و«المطرب في تاريخ شرق المغرب» (جـ 1 - 2)،
- «بين ظلال الأصالة»،
- «فگيگ المجاهدة»، وفيه لمحات عن المدينة ونضالها ضد الاستعمار،
- «معالم من تاريخ وجدة»،
- «بنو يزناسن عبر الكفاح الوطني»، وفيه تراجم لبعض الأعلام.

الإنتاج الشعري:
- صدر له ديوان «الحدائق» - دار المغرب للتأليف والترجمة والنشر - الرباط 1977، وله قصائد نشرتها صحف ومجلات عصره، منها: «عبرات على أبي الأعلى المودودي» - مجلة دعوة الحق - وزارة الأوقاف والشؤون الإسلامية (ع10) - المغرب 1979، و«عيد الشباب» - مجلة دعوة الحق (ع223) - يوليو 1982، و«من ذكرى عيد المولد النبوي» - مجلة دعوة الحق (ع226) - ديسمبر 1982، و«من وحي الولاء للعرش» - مجلة دعوة الحق (ع228) - أبريل 1983، وذكر بعض الباحثين أن للمترجم ديوانًا مخطوطًا بعنوان: «زهرات الحدائق».
يتجه شعره للأغراض المألوفة من مدح ورثاء وغزل ووصف، وكثير منها في الشعر الوطني والدعوة إلى النضال ضد الاستعمار، وبعضها في التعبير عن قضايا المجتمع وانتقاد الأوضاع والسلوكيات السلبية فيه، وفي شعره وطنية رصدت لتاريخ بني يزناسن في جهادهم ضد المستعمر الفرنسي، وله قصائد في الدعوة لإحياء الأمجاد التاريخية والمواقف الجهادية بعامة، وله بعض الموشحات والأناشيد، ولديه ميل إلى استخدام الأسلوب القصصي والحوار في بناء القصيدة، وله موقف معارض للشعر التفعيلي عبر عنه في قصيدته: «خواطر حول الشعر الحر».
مصادر الدراسة:
1 - عبدالله الجراري: التأليف ونهضته في المغرب - منشورات النادي الجراري - مكتبة المعارف للنشر والتوزيع - الرباط 1985.
2 - قدور الورطاسي: ذكريات الدراسة في فاس - دار الطباعة الحديثة - الدار البيضاء (د.ت).
أربع سنوات مع جبهة التحرير الجزائرية - مطبعة ووراقة البلاد - الرباط 1976.
غروب الاستعمار - مطبعة الأمنية - الرباط 1976.
3 - الدوريات:
- الصادق العماري: حلقة من السيرة الذاتية للمرحوم قدور الورطاسي - مجلة الفيصل ع259 - مايو 1998، وع260 - يونيو 1998.
مراجع للاستزادة:
- عبد الله الجراري: من شعراء المغرب وأدبائه المعاصرين - (مخطوط) - مكتبة كلية الآداب بالرباط - 1992.